# Ботевград
Бо́тевград (болг. Бо́тевград, до 1934 Орхание (Орханиэ), до 1866 Самунджиево) — город в Болгарии. Находится в Софийской области, входит в общину Ботевград. Население составляет 22 166 человек. Назван в честь поэта и революционера Христо Ботева.
Ботевград является городом-побратимом Саранска.

## Население
| Год  | Население |
| ---- | --------- |
| 1985 | 22 459    |
| 1992 | 23 006    |
| 2000 | 21 816    |
| 2005 | 20 468    |
| 2010 | 20 544    |

## Политическая ситуация
Кмет (мэр) общины Ботевград — Георги Цветанов Георгиев (коалиция партий:гражданский союз за новую Болгарию, национальное движение «Симеон Второй» (НДСВ), Болгарская социал-демократия (БСД)) по результатам выборов.

## Культура
Символом города является 30-метровая часовая башня, построенная в 1866 году и являющаяся самой высокой часовой башней Болгарии. Частное Международное высшее бизнес-училище расположено в Ботевграде. Также в городе есть:
- Библиотека имени Ивана Вазова
- Памятник неизвестному солдату
- Памятник Христо Ботеву
- Памятник Стамену Панчеву
- Исторический музей (Ботевград)

## Галерея

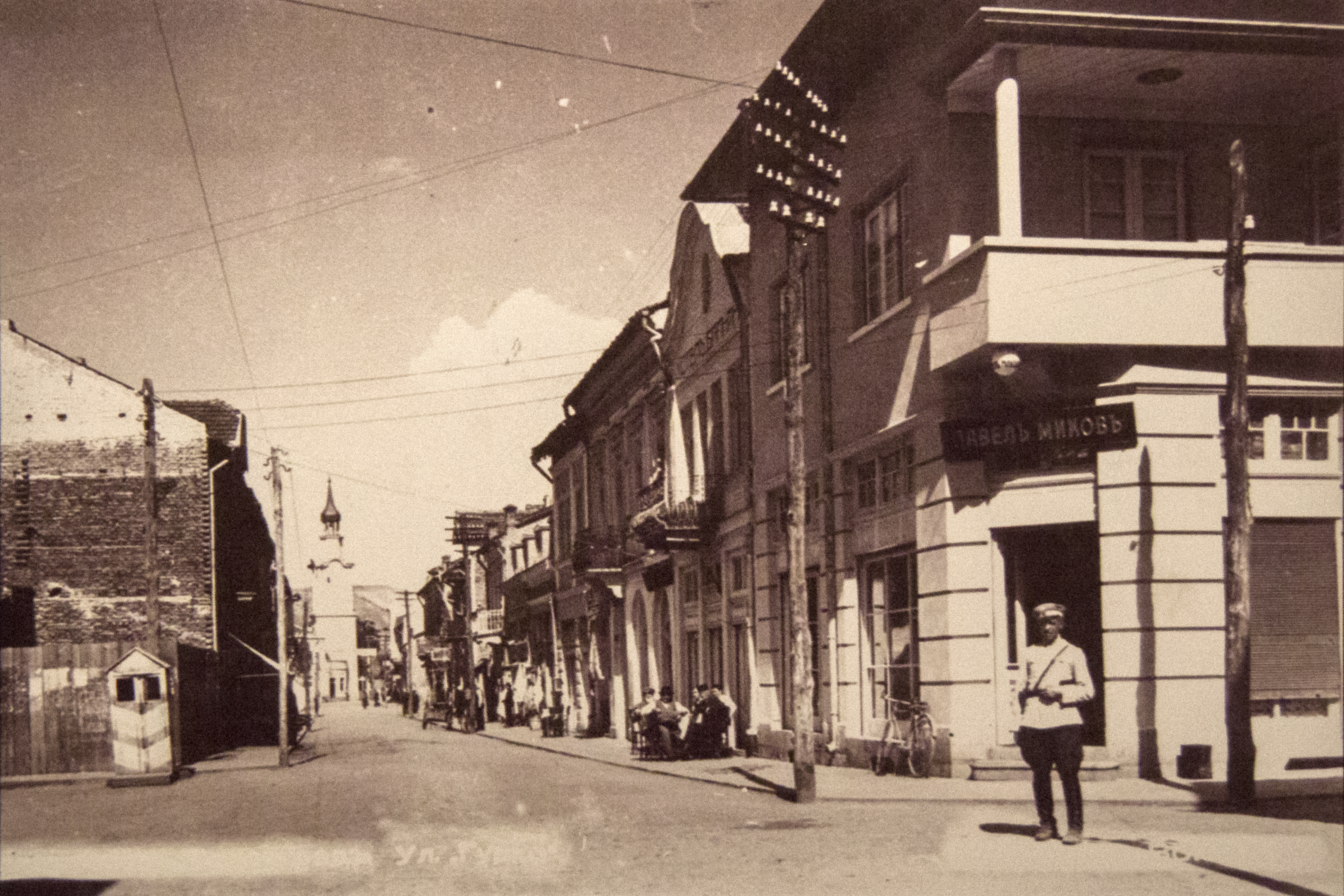
Улица Гурко (в честь русского генерал-фельдмаршала) (1939)
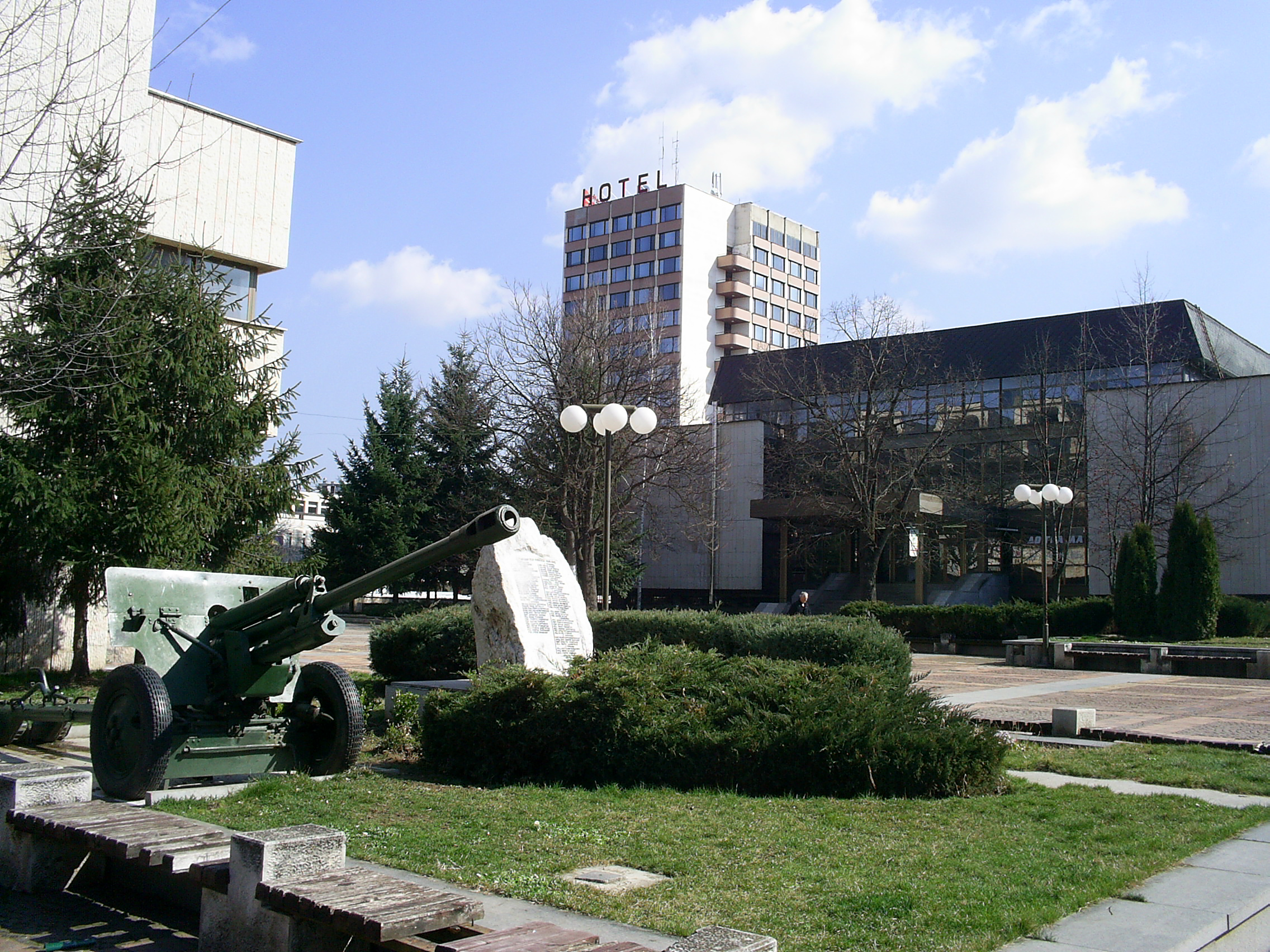
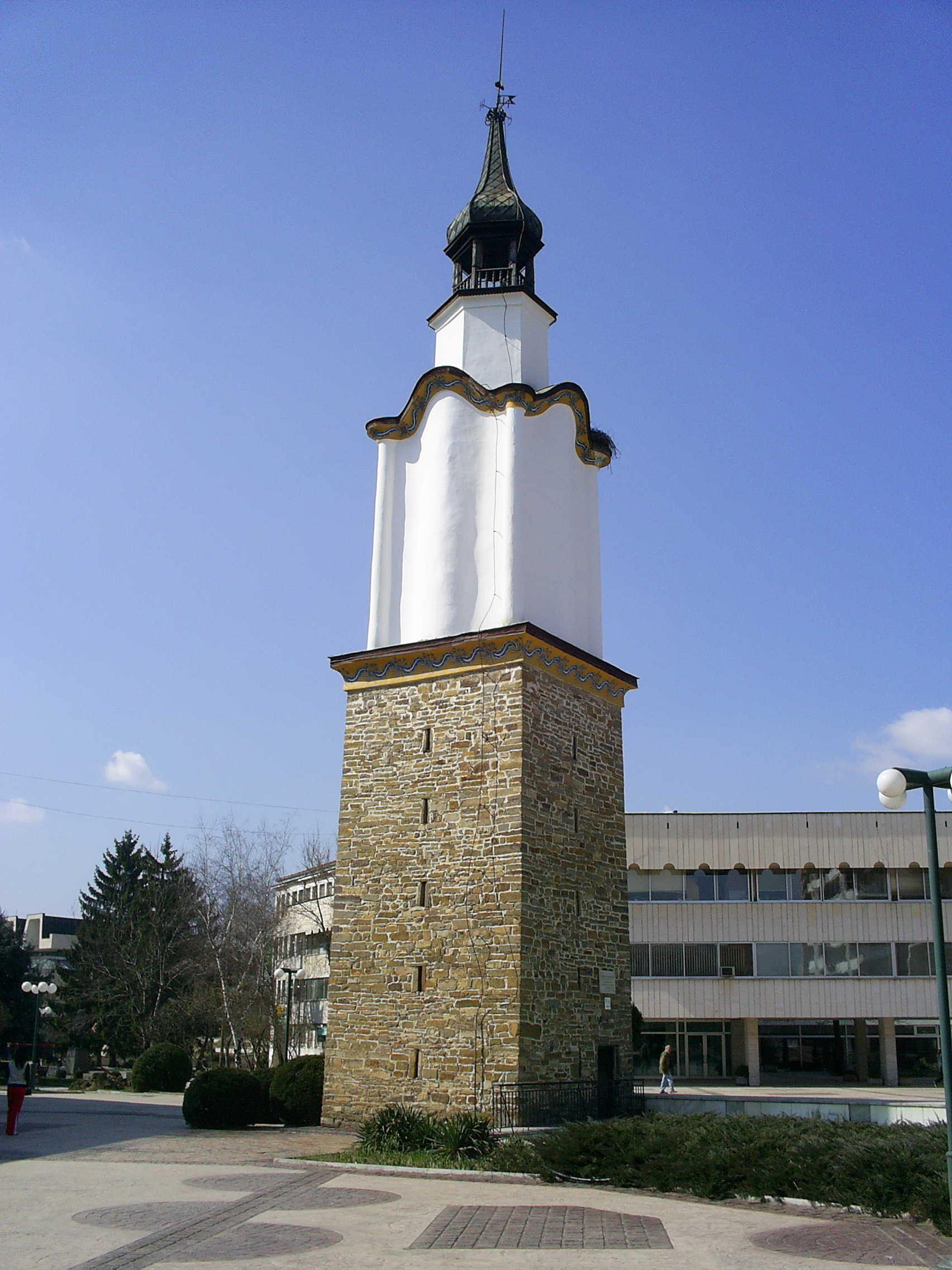
Часовая башня, символ города
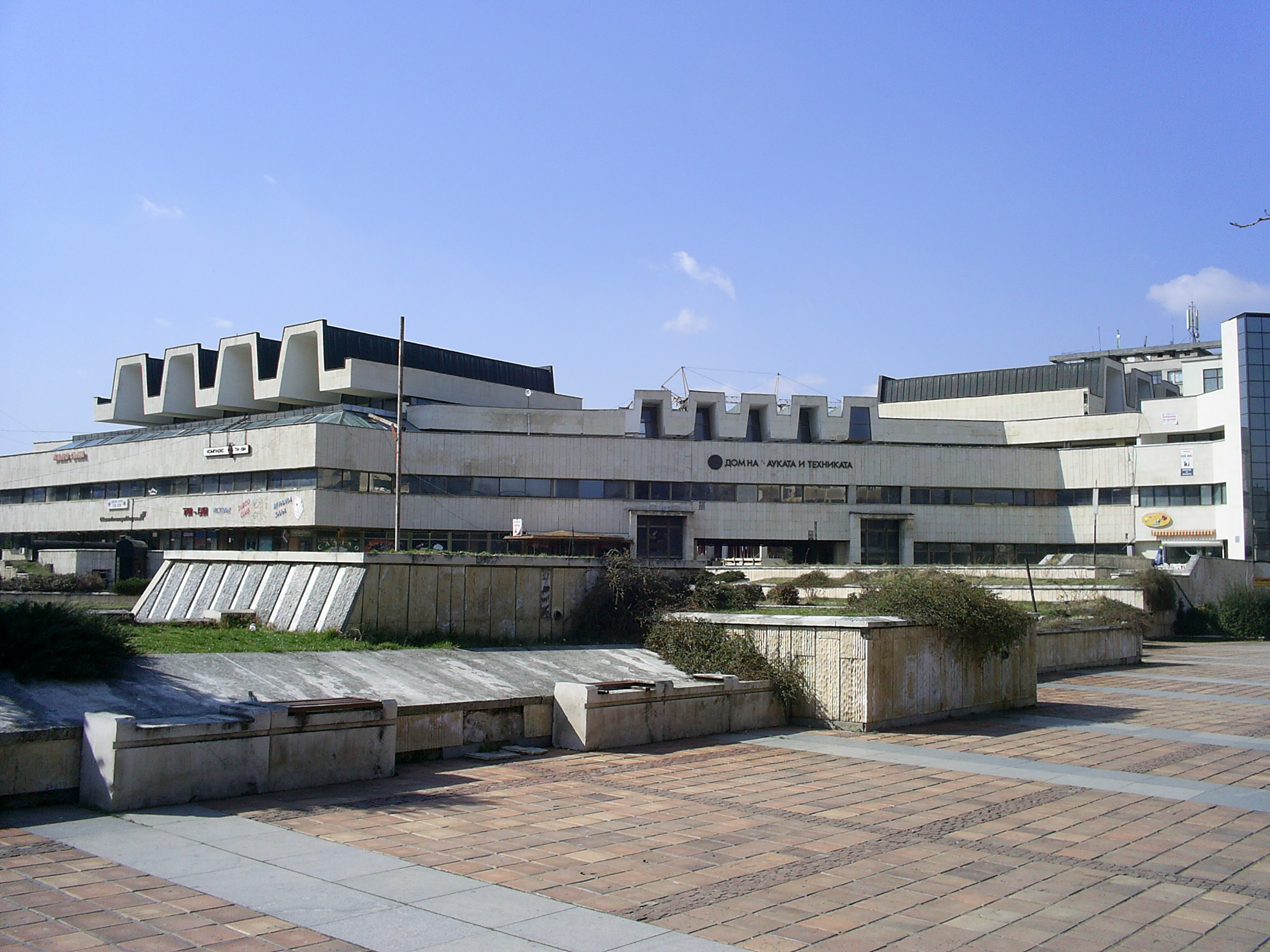

## Спорт
В Ботевграде есть футбольный клуб «Балкан» и баскетбольный клуб «Балкан», который является одним из сильнейших в Болгарии.